# Kehraus
Kehraus är en gammal tysk slängdans i 3/4-takt, även kalla Grossvatertanz.
Kehraus dansas som avslutningsdans vid lantliga bröllop, varvid alla deltar, sjungande en visa, vars ord är kända sedan 1710.